# Geophilus
Geophilus is een geslacht van duizendpoten uit de familie van de Geophilidae.

## Kenmerken
Deze lange, dunne en bandvormige duizendpoten bevatten 37 tot 177 segmenten, waaraan elk een paar poten zijn bevestigd. De gele, lomorfe duizendpoten bezitten de vaardigheid om hun lichaam dunner/langer of korter/dikker te maken.

## Soorten
- Geophilus admarinus Chamberlin, 1952
- Geophilus algarum Brölemann, 1909
- Geophilus becki Chamberlin, 1951
- Geophilus carpophagus Leach, 1814 (Bruine aardkruiper)
- Geophilus electricus (Linnaeus, 1758) (Schokaardkruiper)[1]
- Geophilus flavus (De Geer, 1778) (Gele aardkruiper)
- Geophilus fucorum Brölemann, 1900
- Geophilus gracilis Meinert, 1870
- Geophilus hadesi[2]
- Geophilus naxius Verhoeff, 1901
- Geophilus proximus C.L.Koch, 1847 (Veenaardkruiper)
- Geophilus pusillifrater Verhoeff, 1898 (Zeeaardkruiper)[1]
- Geophilus truncorum Bergsoë & Meinert, 1866 (Stronkaardkruiper)[1]
- Geophilus vittatus (Raffinesque, 1820)